# Emily Woodruff
Emily Smiley Woodruff (Cincinnati, Ohio, 19 d'abril de 1846 – Berwyn, Illinois, 28 de març de 1916) va ser una arquera estatunidenca que va competir durant el darrer terç del segle xix i els primers anys del segle xx.
El 1904 va prendre part en els Jocs Olímpics de Saint Louis, on va guanyar la medalla d'or en la prova de la ronda per equips del programa de tir amb arc. En les proves de la ronda Columbia i ronda Nacional fou quarta.
El seu marit, Charles Woodruff, també va disputar aquests mateixos Jocs Olímpics.